# Syngonanthus longipes
Syngonanthus longipes är en gräsväxtart som beskrevs av Henry Allan Gleason. Syngonanthus longipes ingår i släktet Syngonanthus och familjen Eriocaulaceae. Inga underarter finns listade i Catalogue of Life.